# اوشنرینگ اینترنشنال
اوشنرینگ اینترنشنال (انگلیسی: Oceaneering International) شرکت خدمات نفتی آمریکایی است، که در سال ۱۹۶۴ تأسیس شد.